# Garda Panteri
La Garda Panteri (en serbio: Гарда Пантери), también conocida como Specijalna Brigada Garda Panteri (en serbio: Специјална бригада Гарда Пантери), fue una unidad de élite del Ejército de la República Srpska durante la Guerra de Bosnia. Fue fundada el 2 de mayo de 1992 con el nombre inicial de Guardia Nacional Serbia de SAO Semberija y Majevica ( en serbio: Српска национална гарда од САО Семберија и Мајевица; Srpska Nacionalna Garda od SAO Semberija i Majevica), adoptando el nombre de "Garda Panteri" en honor al anterior comandante caído Branko Pantelić por Ljubiša Savić y miembros del Fondo de Solidaridad Serbio. Luchó en Bosnia entre 1992 y 1996 durante las guerras yugoslavas.

## Historia y organización
El Fondo de Solidaridad Serbio, administrado por Ljubiša Savić, comenzó a prepararse para la defensa del territorio serbio en Majevica en medio de tensiones interétnicas entre serbios y bosnios en 1991 y 1992. Alrededor de 2.000 miembros disponibles para la acción militar estaban estacionados y vigilaban la situación en preparación para defender a la población serbia en Bijeljina y Semberija, en caso de que enfrentaran una agresión armada. Durante la noche del 31 de marzo de 1992, las fuerzas pro- SDA levantaron barricadas en un intento de tomar el mando y el control autoritario de Bijeljina.
Las fuerzas serbias se reagruparon rápidamente y, con la ayuda de Željko Ražnatović, eliminaron las barreras. Las fuerzas pro-SDA pidieron entonces conversaciones con los funcionarios del SDS y los dirigentes de Bijeljina. Después de estos acontecimientos, los 1.000 miembros del Fondo de Solidaridad Serbio y Ljubiša Savić crearon la unidad con el nombre de Guardia Nacional Serbia de la SAO de Semberija y Majevica, afuera del Motel Obrijež cerca de Bijeljina.
A pesar de ser oficialmente conocida como Brigada de Infantería Ligera debido a la terminología derivada del Ejército Popular Yugoslavo, un aspecto notable de la guardia fue su uso extensivo de varios vehículos blindados improvisados (conocidos como el 'Batallón de Hierro'). La creación de los vehículos fue supervisada por el miembro de la guardia, el capitán Mišel Ostojić. La unidad también tenía un pequeño destacamento de aviación, que utilizaba los Antonov AN-2 (s) y UTVA-75 para fines de observación.

### Durante la guerra
La unidad participó en muchas operaciones, en particular en la " Operación Corredor " y en la captura de Tinja y Smoluća. Otros compromisos incluyeron Zvornik, Brčko, Majevica, Posavina, Bratunac, Ozren, Sarajevo, Kupres y Bihać .
La unidad era famosa y recibía voluntarios del vecino Montenegro. En total, la unidad sufrió 106 muertos y alrededor de 750 combatientes heridos, con la pérdida del comandante Branko Pantelić, quien murió en una emboscada mientras luchaba en Majevica el 4 de septiembre de 1992.
En 1993, el cantante de turbo-folk Rodoljub Roki Vulović lanzó un álbum titulado Panteri, conmemorando los logros de la unidad, incluyendo canciones como "Panteri", "Mauzer" y "Panteru za sjećanje".
En 1994, el 1er Cuerpo de Krajina del VRS, junto con la Garda Panteri, lanzó una ofensiva en Bosanska Krajina, con el objetivo de romper el 5º Cuerpo de   y tomar el control de Bosanska Krajina. La ofensiva fracasó y terminó con 20 kilómetros cuadrados que anteriormente estaban en manos de los serbios y que fueron capturados por la ARBiH. 80 serbios murieron en la batalla mientras otros 10 fueron capturados.